# Frank Siebeck
Frank Siebeck (Schkeuditz, 17 agosto 1949) è un ex ostacolista tedesco, uno dei migliori specialisti europei dei 110 metri ostacoli negli anni settanta.

## Biografia
Atleta della Germania Est, dopo aver conquistato la medaglia d'argento ai campionati europei juniores del 1968, nel 1970 giunse secondo nei 60 ostacoli ai campionati europei indoor e l'anno seguente vinse il titolo europeo assoluto ai campionati di Helsinki.
Nel 1972 giunse quinto alle Olimpiadi di Monaco di Baviera e nei tre anni successivi salì per altrettante volte sul podio dei campionati europei indoor: fu infatti primo nel 1973, terzo nel 1974 e secondo nel 1975. Alle Olimpiadi di Montréal 1976 giunse quinto nella seconda semifinale e venne perciò escluso dalla finale pur avendo ottenuto un tempo migliore del quarto classificato della prima semifinale.

## Vita privata
Suo figlio Mark, nato nel 1975, è stato un giocatore di pallavolo di livello internazionale.

## Palmarès
| Anno | Manifestazione   | Sede      | Evento   | Risultato | Prestazione | Note                  |
| ---- | ---------------- | --------- | -------- | --------- | ----------- | --------------------- |
| 1968 | Europei juniores | Lipsia    | 110 m hs | Argento   |             |                       |
| 1970 | Europei indoor   | Vienna    | 60 m hs  | Argento   | 7"8         |                       |
| 1971 | Europei          | Helsinki  | 110 m hs | Oro       | 14"00       |                       |
| 1973 | Europei indoor   | Rotterdam | 60 m hs  | Oro       | 7"71        | Record dei campionati |
| 1974 | Europei indoor   | Göteborg  | 60 m hs  | Bronzo    | 7"75        |                       |
| 1975 | Europei indoor   | Katowice  | 60 m hs  | Argento   | 7"69        |                       |